# Euxoa subsignata
Euxoa subsignata är en fjärilsart som beskrevs av Walker 1865. Euxoa subsignata ingår i släktet Euxoa och familjen nattflyn. Inga underarter finns listade i Catalogue of Life.